# Cryptophorellia elongatula
Cryptophorellia elongatula es una especie de insecto del género Cryptophorellia de la familia Tephritidae del orden Diptera.

## Historia
Amnon Freidberg & Albany Hancock la describieron científicamente por primera vez en el año 1989.